# Pacijent
Pacijent (iz latinske riječi patiens strpljenje, patnja) je osoba koja je iz različitih razloga primljena na zdravstvenu skrb. Razlozi mogu biti ozljede, razne bolesti, prevencija, pregled zdrave osobe iz različitih administrativnih razloga i sl. Pacijent nije isto što i bolesnik jer pacijent može biti i posve zdrava osoba, npr. zdravo dojenče na sistematskom pregledu.
Pacijent je korisnik zdravstvene usluge. Pacijent je osoba bolesna ili zdrava koja zatraži i/ili primi pomoć zdravstvenog radnika kako bi ostvarila zdravstvenu uslugu bilo kojeg oblika, a koja služi očuvanju i/ili povratu zdravlja, poboljšanju zdravstvenog stanja te prevenciji od bolesti: od savjeta, pregleda, cijepljenja, sve do operativnih zahvata i liječenja, bilo lijekovima ili drugim zakonom dopuštenim i predviđenim metodama i načinima.
Osnovna prava pacijenata određena su brojnim međunarodnim dokumentima kao i Zakonom o zaštiti prava pacijenata i odnose se na: pravo na ljudsko dostojanstvo, samoopredjeljenje, privatnost, povjerljivost podataka, informaciju, suodlučivanje na temelju potpune i pravodobne informiranosti, odbijanje zdravstvene usluge, napuštanje zdravstvene ustanove i pritužbu.